# Ali Kurt Baumgarten
Ali Kurt Baumgarten (* 21. März 1914 in Judenbach; † 4. April 2009 in Coburg) war ein deutscher Graphiker, Kunsthandwerker und Maler, der dem Expressionismus nahestand.
1928 besuchte Baumgarten die von Karl Staudinger geleitete Fachschule für Spielzeug und Keramik in Sonneberg und erlernte dort bis 1932 die künstlerische Spielzeug- und Keramikformgestaltung. Danach studierte er als Schüler bei Karl Caspar, Hugo Troendle und Olaf Gulbransson an der Akademie der Bildenden Künste München, außerdem bei Karl Schmidt-Rottluff in Berlin. Während der Zeit des Nationalsozialismus war er mit einem Malverbot belegt. Nach Ende des Zweiten Weltkriegs war er in der DDR in der Spielzeugindustrie als Gestalter sowie bei Arbeiten im Bereich „Kunst am Bau“ tätig. Nach der Wiedervereinigung wandte er sich wieder dem Expressionismus zu, als dessen letzter deutscher Vertreter er galt. Im Jahr 2001 beendete er aus gesundheitlichen Gründen seine künstlerische Tätigkeit. Sein Leben wie auch sein Schaffen im Bereich der Kunst und der Spielzeuggestaltung dokumentiert das 2017 in Judenbach eröffnete Ali Kurt Baumgarten Museum der Stiftung Judenbach.